# Verkehrsphysik
Die Verkehrsphysik kann als Spezialdisziplin der Physik bzw. der Verkehrswissenschaften betrachtet werden, die sich mit der Untersuchung von Systemen und Prozessen des Verkehrswesens befasst. Die aus der mathematischen Beschreibung resultierenden Modelle müssen reproduzierbar, falsifizierbar, experimentell bzw. empirisch-statistisch prüfbar und voraussagekräftig sein. Typische Arbeitsfelder der Verkehrsphysik sind z. B. die Beschreibung von allgemeinen Verkehrsprozessen (Mechanik/Kinetik) sowie kollektiver Verkehrsprozesse, wie z. B. die Beschreibung des Verhaltens eines Verkehrsflusses aus Fußgängern auf einem Fußweg.
Die Untersuchung der klassischen öffentlichen Verkehrssysteme zählt nicht zur Aufgabe der Verkehrsphysik, weil es sich hierbei üblicherweise um zentral organisierte Systeme handelt. Im Idealfall würden diese Systeme nach den vorher definierten Prozessen (Fahrplan, Prozessablaufplan) funktionieren. Jeder Prozessablauf in einem öffentlichen Verkehrssystem ist also „Maßarbeit“ und in der jeweiligen Systemumgebung mit den entsprechenden Rand- und Nebenbedingungen gültig (Aufgabe des Verkehrsingenieurwesens). Die Verkehrsphysik sucht hingegen nach allgemein gültigen und empirisch nachweisbaren Zusammenhängen.
In den vergangenen Jahren wurden zum Verhalten des Straßenverkehrs bedeutende Erkenntnisse gewonnen, insbesondere in der Stauforschung (vgl. Verkehrsstau, Fundamentaldiagramm). Die Eignung der Betrachtung des Straßenverkehrs als Arbeitsgegenstand der Verkehrsphysik ergibt sich, da ein Kraftfahrzeug – genauer: sein Fahrer – im Straßenverkehr nach bestimmten Regeln reagiert  (z. B. Beschleunigen, Bremsen, Spurwechsel) und einige typische Eigenschaften hat (z. B. Reaktionszeit und -intensität). Mit diesen Parametern lässt sich das Verhalten einzelner Kfz und des gesamten Systems mathematisch beschreiben. Die resultierenden Modelle können in „Trockenübungen“ simuliert werden, die man mikroskopisches Verkehrsmodell oder Verkehrsflussmodell nennt. Insbesondere Extremzustände des Verkehrszustandes lassen sich untersuchen (z. B. sehr hoher Lkw-Anteil, Geschwindigkeitsbeschränkungen auf Autobahnen usw.); verschiedene Szenarien können probiert und miteinander verglichen werden.